# 海金沙
海金沙（学名：Lygodium japonicum）是一種蕨，原生於東亞。以孢子或地下的根莖繁殖。其种加词“japonicum”意为“日本的”。

## 延伸阅读
[在维基数据编辑]
 《欽定古今圖書集成·博物彙編·草木典·海金沙部》，出自陈梦雷《古今圖書集成》
 《植物名實圖考·海金沙》，出自吳其濬《植物名實圖考》

## 外部連結
- 海金沙 Haijinsha （页面存档备份，存于） 藥用植物圖像數據庫 (香港浸會大學中醫藥學院) （中文）（英文）
- 海金沙 中藥材圖像數據庫  (香港浸會大學中醫藥學院) （中文）（英文）